# Forêt de Hambach
La forêt de Hambach (Hambacher Forst [ˈhambaχɐ ˈfɔʁst] en allemand, également appelée Bürgewald ou die Bürge) est une forêt située entre Cologne et Aix-la-Chapelle, à cheval sur l'arrondissement de Rhin-Erft et l'arrondissement de Düren en Rhénanie-du-Nord-Westphalie dans l'ouest de l'Allemagne.
La forêt est nommée d'après le quartier de Hambach de la ville de Niederzier où elle se situe en partie. La forêt ainsi que la mine est au centre du triangle que forment les autoroutes A 4, A 44 et A 61.
La forêt est antérieure à la dernière glaciation et date d'environ 12 000 ans. Les arbres les plus anciens ont environ 350 ans. La forêt qui faisait encore 12 000 ha au début du XIXe siècle n'en faisait plus que 4 200 ha en 1978, quand la construction de la mine de Hambach l'a réduit à 226 ha. Depuis 2004, l'entreprise RWE a annoncé vouloir étendre la mine et réduire la surface forestière à 80 ha ce qui est contesté par des militants qui occupent la forêt depuis lors comme zone à défendre.

## Historique
La forêt se trouve sur la plaine alluviale rhénane, avec un sous-sol riche en lœss. C'est une région très densément peuplée et ce depuis longtemps. Même si des prospections et des fouilles ont dû avoir lieu en préalable à l'exploitation minière, le sous-sol n'a pas donné lieu à d'amples recherches ou explorations.
Sous la direction de l'archéologue préhistorique francfortois Jens Lüning, des examens d'archéologie expérimentale y ont été conduits pour reconstituer les pratiques agricoles du Néolithique.
D'après la légende, Charlemagne a cédé au VIIIe siècle la forêt au saint Arnold von Arnoldsweiler du fait d'un pari perdu. Après avoir parcouru la forêt à cheval, le Saint Arnold aurait à son tour donné la forêt aux communes avoisinantes pour les aider à surmonter la misère où elles se trouvaient.
Le plus ancien document qui mentionne la forêt date du 25 juillet 973 où celle-ci est nommée Burgina. Le document est rédigé par Otton le Roux qui répond à l'archevêque Géron de Cologne que le roi Louis cède à l'Église de Cologne les droits exclusifs de chasse (le Wildbann) sur la forêt. Il n'a pas encore été éclairci s'il s'agit du roi Louis le Pieux (qui règne de 814 à 840) ou d'un autre.
À la fin de la Seconde Guerre mondiale lors de l'opération Grenade de la 9e armée américaine, un régiment a battu en retraite le 23 février 1945 dans la forêt en direction de l'Erft.

## Flore et faune
La forêt de Hambach est constituée d'un environnement d'une haute valeur écologique formé par les matières organiques issues d'espèces thermophiles, plus fréquentes dans des forêts anciennes.
D'après les études du BUND, sur les 226 hectares de forêt, il reste douze espèces de chauve-souris « strictement protégées ». En tout, 142 espèces protégées seraient présentes sur le territoire boisé.
La forêt est composée de nombreux spécimens de charme commun et de chêne pédonculé.

## Opposition à la déforestation

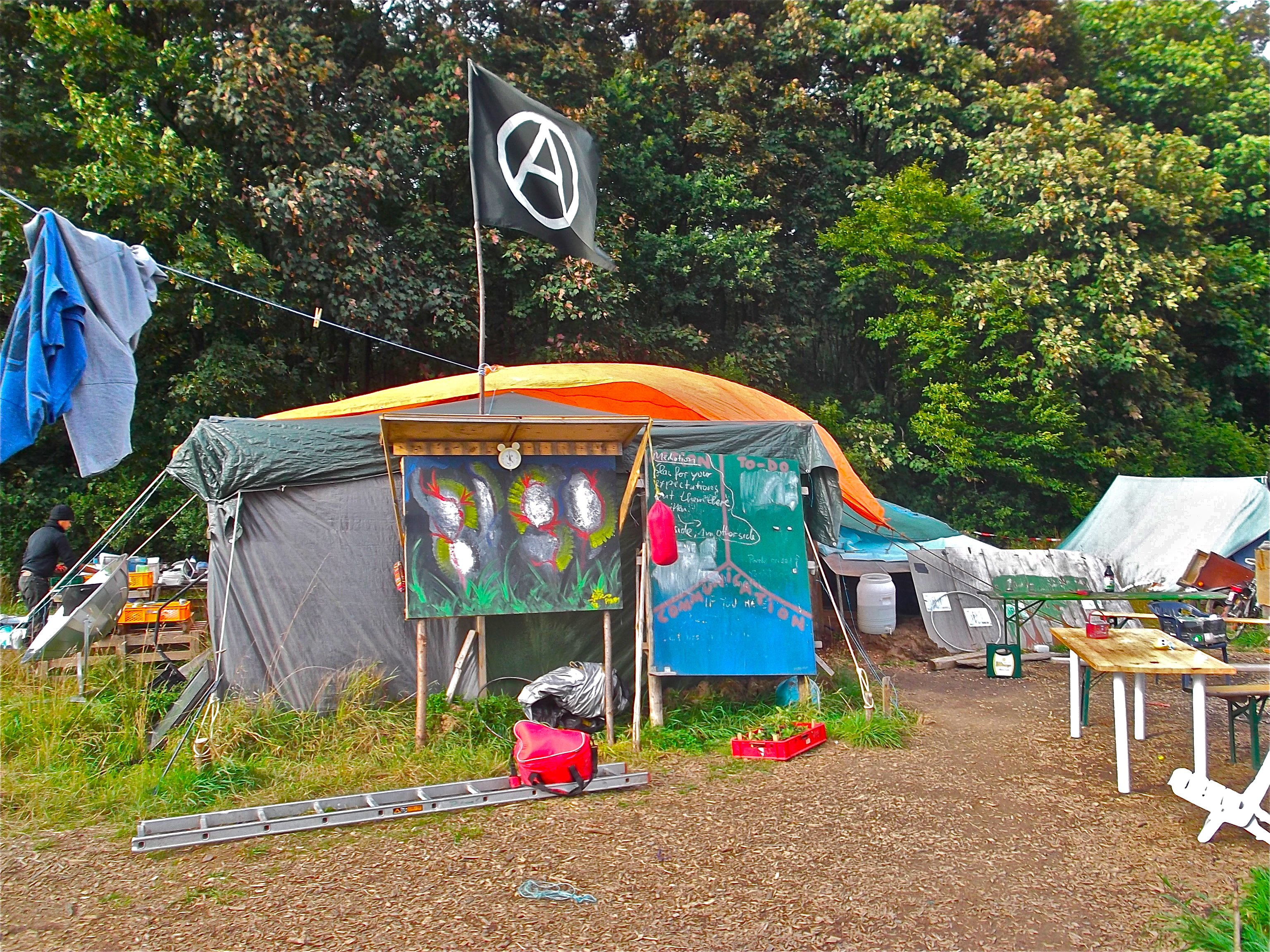
Cabane dans la ZAD.

Dès 1977, il s'est formé le Hambach-Gruppe (« groupe de Hambach ») pour protester contre l'expropriation et la destruction de villages entiers pour permettre l'agrandissement de la mine. Des groupes locaux, des organisations environnementales ainsi que des associations religieuses ou de simples militants se sont progressivement dressés contre la déforestation au fur et à mesure que la forêt de Hambach se réduisait.
En 2004, des militants de Greenpeace font les premiers actes de résistance médiatisés contre la déforestation. En 2009, le BUND porte sa première plainte contre RWE.
À partir de mi-avril 2012, des militants commencent à camper dans la forêt et à organiser des occupations d'arbres. Le but est d'empêcher la destruction de la forêt, conséquence de l'extension programmée de la mine. C'est aussi une manière de médiatiser les conséquences écologiques de cette mine, première source de gaz à effet de serre de toute l'Europe selon l'ONG 350.org.
En cinq ans, l'occupation de la forêt de Hambach est devenue l'une des plus grandes zones à défendre d'Europe.

### Opération policière de 2018
Selon RWE — la compagnie qui exploite la mine —, il serait nécessaire de couper en octobre 2018 la moitié de la forêt restante (100 hectares sur 200), sinon « c'est l'ensemble de la mine qui s'immobilisera progressivement au cours des deux prochaines années ».
Alors qu'une commission gouvernementale doit annoncer avant décembre 2018 pour la COP24 les modalités pour sortir l'Allemagne du charbon, des opérations de police ont lieu dès le 28 août 2018 pour préparer la grande opération débutée le 13 septembre.
Alors que le cours de RWE tournait autour de 21,50€ l'action avant le début des opérations, il était à 17,10€ le 10 octobre, soit une baisse de 21 % sur un mois. Cette chute est probablement liée à la décision de justice interdisant la coupe, aux fortes médiatisations et mobilisations relatives aux expulsions.
Le 28 août des centaines de policiers investissent « la prairie » (die Wiese), un terrain jouxtant la forêt et légalement occupé par les opposants. La police perquisitionne les caravanes, camping-car et habitats autoconstruits, et en détruisent certains comme la bibliothèque autogérée.
Le 5 septembre plusieurs centaines de policiers accompagnées de 200 employés de RWE détruisent des barricades et des trépieds dans la forêt.

#### Tag X
Le 6 septembre, les premiers arbres sont abattus. Les opposants déclarent alors que le « Tag X » est arrivé, ce qui est le signal de la mobilisation générale.
Le jeudi 13 septembre 2018, sur ordre de la ministre de l'état de Rhénanie du Nord-Westphalie, Ina Scharrenbach, commence une opération de police visant à expulser les militants et à détruire leurs constructions — parmi lesquelles 51 cabanes dans les arbres, dont certaines à 25 mètres de hauteur —. Le président de police du syndicat GdP avait déclaré juste avant le début de l'opération qu'« au total, jusqu'à 3 500 fonctionnaires seront déployés ». Parmi les forces de police se trouvent des hélicoptères, des canons à eau, la police montée, des grues, des policiers cagoulés et casqués.
Le porte-parole de la police régionale déclare que l'opération « pourrait durer plusieurs semaines ». En effet pour bloquer la tentative d'expulsion, de nombreux militants choisissent d'opposer une résistance non-violente, en restant dans les cabanes dans les arbres et en y bloquant leur corps dans des blocs de béton de type lock-on ; en s'accrochant à plusieurs mètres de hauteur à des arbres (technique du tree sitting), des monopieds, des trépieds, des traverses ou des ponts de singe ; en se cachant dans des tunnels à plusieurs mètres sous le sol — dans le but d'empêcher les véhicules et machines de passer — ; ou encore en usant de sit-in.
Le premier dimanche suivant l'expulsion, 4 000 personnes participent à une marche dans la forêt, selon les chiffres de la police.

#### Mort d'un militant

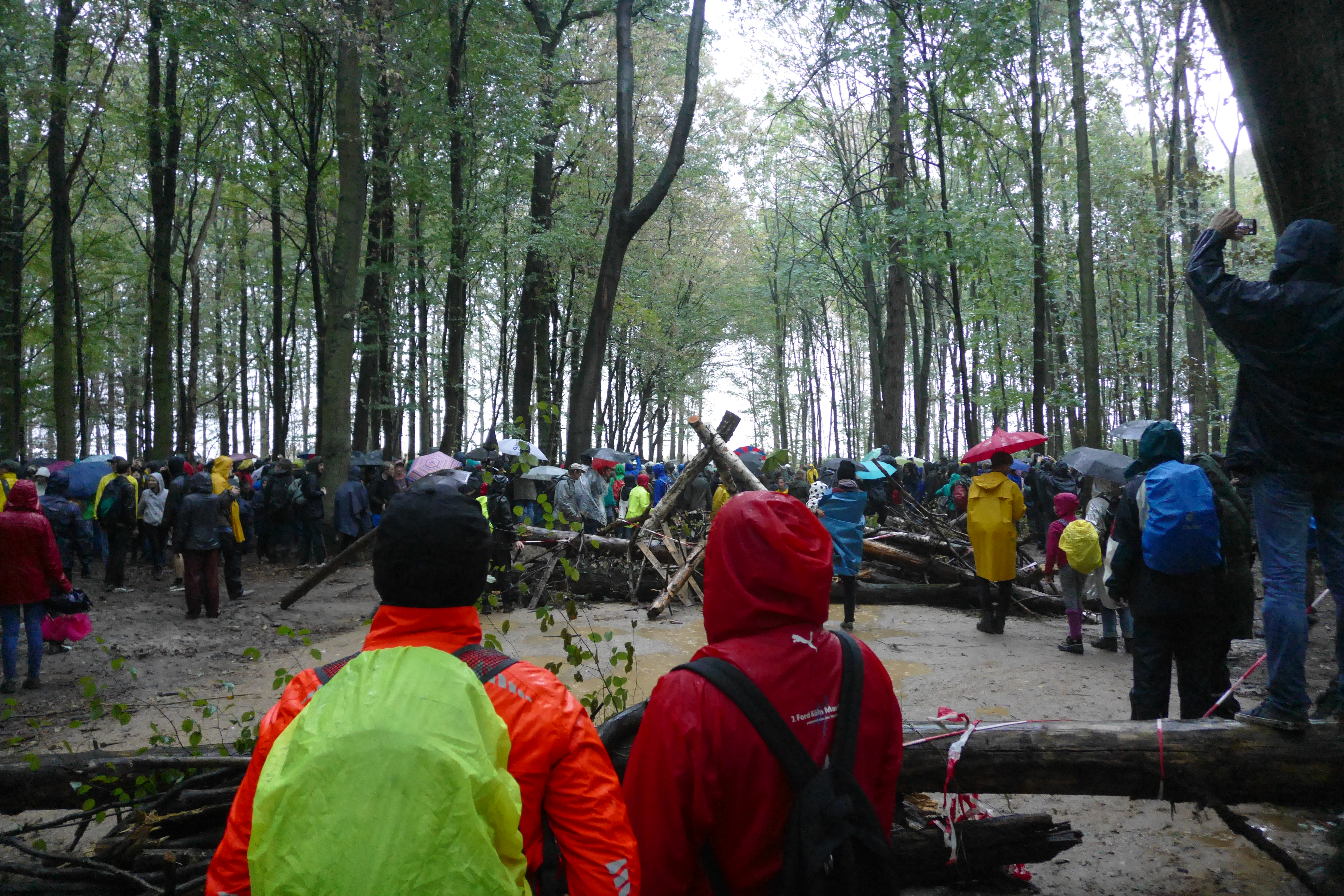
Manifestation du 23 septembre 2018.

Le mercredi 19 septembre 2018, lors d'une opération d'évacuation de la ZAD par la police, un blogueur militant fait une chute mortelle. À la suite de cette mort, le gouvernement de Rhénanie-du-Nord-Westphalie annonce la suspension de l'opération de police, qui avait déjà détruit 39 des 51 cabanes. Le lendemain, l'ONG Campact organisait une minute de silence devant le parlement de Rhénanie-du-Nord-Westphalie avant de remettre une pétition signée par plus de 500 000 personnes demandant l'arrêt de l'évacuation et de la destruction de la forêt. L'opération de police reprend le 21 septembre, deux jours après le décès. Ce jour-là des centaines de manifestants s'interposent entre la police et les constructions des opposants, empêchant de nouvelles expulsions et destructions de cabanes. Le lendemain il n'y a pas non plus de destruction.
Le dimanche 23 septembre a lieu une grande manifestation : malgré la pluie les organisateurs comptent 7 000 participants (2 000 de plus que ce qu'ils avaient prévu), contre 3 à 4 000 pour l'agence de presse DPA. De son côté la police ne communique pas de chiffre. Pour la troisième journée consécutive depuis le début des opérations (hors trêve à la suite de la mort du blogueur), aucune cabane n'est détruite, seulement quelques barricades.

#### Moratoire
La cour régionale administrative (Oberverwaltungsgericht) de Münster s'est prononcée le 5 octobre contre la poursuite du défrichage de la forêt par l'énergéticien RWE tant que le recours déposé par Les Amis de la Terre Allemagne (BUND) n'aura pas été jugé. Le BUND avait argué que la forêt comportait des espèces protégées par la directive européenne sur la protection de la faune et la flore. D'après RWE, cette décision retarde la possibilité d'effectuer une coupe jusqu'à la toute fin 2020 au mieux, et représenterait un manque à gagner estimé à plus de 100 millions d'euros pour l'année 2019. Le jour de la décision de justice le cours de bourse de RWE décroche de 8,5%.
Le magazine Der Spiegel a rapporté que la production de la mine de Hambach devrait diminuer de 10 à 15 millions de tonnes de lignites par an, ce qui par rapport aux 40 millions de tonnes actuels représente une baisse de production de plus de 25 pour cent par an.

#### Grande manifestation du 6 octobre
Le samedi 6 octobre était prévu de longue date à Hambach une grande manifestation, à laquelle appelaient de célèbres organisations écologistes telles que Greenpeace et Les Amis de la Terre Allemagne (BUND), ou encore des groupes locaux de Ende Gelände (organisation visant à bloquer des mines de charbon par une désobéissance civile de masse). Quelque 20 000 personnes étaient initialement attendues.
Le 4 octobre, la police interdit la manifestation pour des raisons de sécurité, mais le lendemain un tribunal d'Aix-la-Chapelle casse cette décision.
Le 6 octobre, la radio internationale Deutsche Welle indique que 50 000 personnes ont participé au rassemblement pour réclamer la préservation de la forêt et l'abandon du lignite.